# Penicillium italicum
Penicillium italicum är en svampart som beskrevs av Wehmer 1894. Penicillium italicum ingår i släktet Penicillium och familjen Trichocomaceae.  Utöver nominatformen finns också underarten avellaneum.